# Autoestima
L'autoestima o estima de si és el sentiment subjectiu del propi jo que acompanya la valoració global que una persona fa d'ella mateixa. La major part de les persones sanes s'estimen elles mateixes, és a dir, tenen una autoestima saludable i positiva, i a més creuen tenir una més gran autoestima de la mitjana. Una autoestima deficient és indesitjable, però també ho és una autoestima massa elevada, que pot induir al narcisisme, abús de poder, violència, tirania, etc.
Els principals components de l'autoestima són l'autoconcepte (el conjunt de creences i unitats de coneixement associades que donen forma al concepte del "Jo"), els processos perceptius, la càrrega emocional i els referents socials (les persones amb les qui ens comparem).
Es tracta d'un tret de la personalitat que pot canviar segons les pròpies experiències de vida, l'evolució de la personalitat, l'avaluació de persones que importen per la persona, els successos i fracassos, els missatges rebuts i altres factors. Sempre és un grau (es té en major o menor mesura) i se sol detectar en psicologia amb qüestionaris, si bé no hi ha un mètode fiable, puix que és una percepció subjectiva.
La capacitat d'autovalorar-nos es desenvolupa progressivament a comptar de la infantesa.
La consideració d'hom mateix es forja al llarg de les dues primeres dècades de la vida d'una persona. Segons Kenneth Kendler, aproximadament 30% de l'autoestima d'una persona està determinada genèticament per la personalitat, que anirà creixent i es modificarà segons l'entorn. Al cap d'un any i mig un nen comença a poder comportar-se com a ésser social i també a ser conscient de les seves capacitats i limitacions. Cap a dos anys comença a tenir en compte les reaccions dels adults de cara als comportaments, si percep que estan orgullosos d'ell es fomenta una autoestima saludable mentre que la vergonya i la culpa van lligades amb perdre valor i dret de ser estimat. Cap a quatre anys el nen reforça la seva identitat i comença a seleccionar i guardar el que consideri records importants. Entre set i vuit anys comencen a tenir conflictes interns, a viure la diferència entre el que voldrien ser o fer i el que pensen que han de fer i que haurien de ser. Poc més tard comencen a adonar-se que existeixen actes mentals com dominar-se, criticar-se o autoenganyar-se.
L'autoestima o estimació de la pròpia persona està estretament lligada amb la satisfacció subjectiva i personal amb la vida en general (felicitat). És causa i conseqüència de bones relacions afectives, que al seu torn aporten resiliència, la capacitat per a resistir i superar agressions continuades. L'altra font de la qual es pot obtenir una més gran autoestima saludable són les ocupacions remunerades o no, que poden ser esportives, creatives, físiques, lúdiques, de voluntariat, intel·lectuals o d'altra mena. Els més grans destructors d'una autoestima saludable són el narcisisme i la depressió.

## Autoestima saludable i no saludable
L'alta autoestima pot ser constructiva (saludable) o destructiva (narcisista, amb sentiment de superioritat, poder, domini i supremacia sobre els altres).
Els narcisistes són egocèntrics i egoistes, veritables egòlatres que mostren amb orgull la veneració que es tenen a ells mateixos. Menyspreen als altres, no tenen capacitat d'estimar ni empatia, no dubten a utilitzar el poder per a humiliar els altres. Si tenen prou poder esdevenen tirans, dèspotes, oligarques i dictadors com Nicolau II, Adolf Hitler, Mao Zedong, Josif Stalin, Benito Mussolini, Chiang Kai-Shek, Francisco Franco, Pol Pot, Tito o Radovan Karadzic. Els manuals d'entrenament per a "cossos especials" (antidisturbis, boines verdes estatunidencs, torturadors de presoners, etc.) d'individus violents es basen a convèncer-los que són éssers seleccionats i afortunats de pertànyer a una elit superior. Els terroristes també consideren que són els escollits i que la seva veritat és superior i per damunt dels altres; fins i tot a través del fanatisme religiós, ja que els convençuts que segueixen les ordres de Déu per a eliminar "infidels" es creuen superiors i conseqüentment amb elevadíssima autoestima.
Les persones antisocials amb alta autoestima es comporten com a psicòpates, ja que perden la por, la compassió, el sentiment de culpa i els escrúpols, que troben gratificant obligar les seves víctimes a suportar dolor i humiliacions, com és el cas dels maltractadors domèstics, assetjadors escolars i laborals, etc. L'alta autoestima, quan no és saludable, pot ser molt fràgil. Una persona narcisista a la que qualsevol petit detall (una mirada, per exemple) fereixi el seu orgull, malgrat tenir molt alta autoestima, reacciona de manera desproporcionada, irracional i violenta, podent ser un perill per la societat.
D'altra banda una persona pot tenir una autoestima deficient amb conseqüències autodestructives, quan una persona en comptes d'estimar-se sent l'odi a ella mateixa està en estat de depressió. El menyspreu, fàstic i odi a un mateix és possible en qualsevol persona i sovint és impulsat per almenys un dels següents motius: la depressió, agressions o humiliacions traumàtiques perllongades, imposició d'assolir ideals fora del propi abast, i identitat de víctima crònica.
Aquesta baixa autoestima autodestructiva encara es veu agreujada amb el sentiment d'indefensió, manca de control, desesperança i especialment la culpabilitat amb què la societat tradicionalment jutja les víctimes. La majoria de persones passen de l'estat subjectiu de víctima al de supervivent en un any i és nociu per a la seva identitat i autoestima que mantinguin l'estat de víctima com a tret identitari (en associacions amb aquest nom, per exemple) passat aquest temps. Naturalment a les persones que no han sofert una única agressió sinó abusos continuats (dones i nens maltractats, per exemple) els cal més temps. La millor ajuda que pot rebre una persona que ha passat un infortuni inesperat inclou comprensió, suport, respecte, esperança, il·lusió, acompanyament en la gestió de la por i confiança en aquesta persona, per a estimular-la a recuperar la capacitat de forjar-se el seu propi destí.
El perfeccionisme està lligat a la inseguretat (baixa autoconfiança) i a la baixa autoestima, el primer va lligat amb el que es fa i el segon amb el que s'és. Una font de baixa autoestima autodestructiva és una excessiva diferència entre el que una persona accepta que és i l'ideal imposat pels seus pares i la societat ("hauries de..."). Els ideals imposats inclouen aptituds psicològiques i aparença física. Sovint són inconscients i força homes i dones s'autodefensen amb addiccions (droga, menjar, córrer, informació, videojocs, feina o el que sigui per a no pensar) per a evitar la consciència del fracàs. Per exemple, l'anorèxia nerviosa, la bulímia i l'obesitat són alteracions de la conducta alimentària a causa d'una autoestima ferida que es poden entendre com a comportament addictiu resultat dels efectes de la persecució inútil de metes inassolibles.
"El verí més nociu de l'autoestima saludable és la depressió". La depressió és la major causa de la baixa autoestima, ja que enfosqueix la percepció d'un mateix i la distorsiona, fa automenysprear-se i jutjar-se (criticar-se mordaçment) sense pietat i contra un mateix, lleva les ganes de viure i l'esperança. Impregna de negativitat, pessimisme i culpa sense bases reals, i curulla d'odi a un mateix. Però al seu torn la depressió també és un símptoma que l'autoestima ha estat ferida per altres causes, que minven aquesta tant directament com de manera indirecta per mitjà de la depressió provocada.

## Components de l'autoestima
Les persones amb una bona autoestima acostumen a presentar aquestes característiques:
- confiança en les seves capacitats
- bon concepte d'elles mateixes
- sentit de pertinença a un grup, relacions socials
- atribució correcta de responsabilitats
- assertivitat i optimisme
- capacitat d'assumir els canvis a la pròpia vida, sensació de control
- interpretació acurada dels missatges aliens
- sentiment d'ésser estimat
- autoconeixement i acceptació de la pròpia personalitat
- autoestima: opinió -bona, dolenta o neutra- que un té de si mateix

## Efectes de l'autoestima
Una persona amb una baixa autoestima té menys èxit en les tasques que emprèn, ja que no coneix els seus punts forts i no sap aprofitar-los, tendeix a desanimar-se amb facilitat i no assumeix riscos. Les expectatives negatives acaben condicionant el resultat. Aquest sentiment, a més a més, es projecta cap a l'exterior i pot provocar que les altres persones no respectin o valorin la persona en qüestió, veient-la esbiaixada. Sovint se cerca pal·liar la baixa autoestima a través de la violència, humiliant els altres per sentir-se dominant en alguna situació.
Una autoestima saludable, per contra, és un factor protector contra el fracàs escolar, la depressió i el sentiment de solitud. El seu excés porta a l'orgull, el narcisisme o l'hibris clàssica.

## Crítiques
L'autoestima no es pot mesurar científicament i sovint s'associa en excés amb l'autoindulgència. Els llibres d'autoajuda i similars estan centrats a formular pensaments positius sobre la persona però no conviden al canvi de patrons negatius que han pogut provocar el sentiment de baixa autoestima.
Determinats corrents pedagògics, ja desfasats, creien que per no coartar l'autoestima de l'infant, calia deixar-lo en llibertat i no imposar límits, fet que pot tenir greus conseqüències en la conducta per la incapacitat posterior d'assumir normes o acceptar un fracàs.
Alguns grups religiosos creuen que fomentar l'autoestima és sempre negatiu perquè l'únic que mereix ser estimat i respectat és Déu i al seu costat l'ésser humà no mereix amor, ja que està ple de pecat.
Finalment, molts psicòlegs critiquen que el terme autoestima és massa ample i que serveix per etiquetar un conjunt de fenòmens sense relació i que per tant no és explicatiu.

## Foment de fer augmentar l'autoestima
Als anys 80 i 90 del segle XX es va posar de moda a la societat occidental la idea que la violència era causada per una baixa autoestima de les persones que l'exercien, per això a ciutats com Nova York es van invertir diners en projectes per a fer augmentar l'autoestima a les escoles, a persones de barris conflictius, immigrants, etc. Els estudis que es van fer van demostrar que la violència, incloent terrorisme, maltractament, assetjament infantil, mobbing, etc. no era conseqüència d'una autoestima massa baixa sinó d'una massa elevada, i també que augmentar l'autoestima d'aquests col·lectius no només no resolia problemes sinó que en alguns casos els feia augmentar.
Hi ha diverses maneres de fomentar l'alta autoestima, per exemple:
- assumir les pròpies faltes i rebutjar les que no depenen d'un mateix
- practicar meditació o arts marcials
- desenvolupar una afició o ofici on es destaqui
- rebre elogis sincers de persones estimades
- teràpies específiques
- educació en valors
- exercicis espirituals
- canvi d'estil i aparença, seducció
- voluntariat
- formar part d'un col·lectiu reconegut